# Neubaufahrzeug
Neubaufahrzeug (NbFz) – niemiecki czołg ciężki zaprojektowany w 1933 roku na zlecenie Reichswehry. Do 1935 roku wyprodukowano pięć prototypów.
NbFz był pojazdem trójwieżowym. W centralnej części kadłuba zamontowana była wieża mieszcząca uzbrojenie artyleryjskie. Dwa czołgi posiadały wieżę skonstruowaną w koncernie Krupp (z działami 105 i 37 mm), trzy czołgi były wyposażone w wieże Rheinmetall-Borsig (z działami 75 i 37 mm). Działo 75 lub 105 mm (zapas amunicji 80 naboi) było przeznaczone do zwalczania umocnień i stanowisk ogniowych piechoty, armata 37 mm (zapas amunicji 50 naboi) była uzbrojeniem przeciwpancernym. Trzecim typem uzbrojenia montowanym w centralnej wieży był karabin maszynowy MG 13.
Poza wieżą mieszczącą główne uzbrojenie czołg posiadał dwie małe wieże z karabinami maszynowymi MG 13. Wieże z karabinami maszynowymi były standardowymi wieżami stosowanymi w czołgach lekkich PzKpfw I, z tą różnicą, że w każdej z wież znajdował się tylko jeden karabin maszynowy, a nie dwa jak w PzKpfw I.
Czołg NbFz pozostał konstrukcją doświadczalną, nie produkowaną seryjnie. Trzy z nich zostały użyte podczas ataku na Norwegię w 1940 roku. Zostały wyładowane w porcie w Oslo, potem wzięły udział w walkach. Jeden z nich został zniszczony, pozostałe 2 przewieziono z powrotem do Niemiec i nadal przeprowadzano z nimi próby.